# Rafael Jiménez i Corral
Rafael Jiménez Corral (Barcelona, 1912 − Barcelona, 1984) va ser un waterpolista i directiu esportiu català.
Germà del també waterpolista Gonçal Jiménez, va ser membre del CN Barcelona amb el qual va aconseguir tres campionats d'Espanya i dos campionats de Catalunya. Va ser internacional amb la selecció espanyola de waterpolo en vint-i-una ocasions entre 1928 i 1945, destacant la seva participació als Jocs Olímpics d'Amsterdam 1928 on es va classificar en novena posició. Després de la seva retirada, va formar part de la junta directiva de la Federació Espanyola de Natació, també va ser vicepresident (1953-57) i responsable del comitè d'apel·lació (1958-63) de la Federació Catalana de Natació.

## Palmarès
- 3 Campionat d'Espanya de waterpolo masculí: 1943, 1944, 1945
- 2 Campionat de Catalunya de waterpolo: 1930, 1934